# پیشرو (نشریه)
پیشرو (به کردی: پێشڕه‌و)، ارگان کمیته مرکزی کومله سازمان کردستان حزب کمونیست ایران است که به زبان‌های کردی و فارسی در دو نسخه جداگانه منتشر می‌شود. نسخه کردی آن در کردستان ایران (به صورت مخفی) و نیز در کردستان عراق پخش می‌شود. دورهٔ دوم این نشریه در حال انتشار است. سردبیری پیشرو را هم‌اکنون ابراهیم علیزاده، دبیرکل کومله سازمان کردستان حزب کمونیست ایران و از چهره‌های کمونیست ایران بر عهده دارد.

## تاریخچه
مسئولیت انتشار نشریهٔ پیشرو را در بدو انتشار جعفر شفیعی بر عهده داشت که همزمان مسئول رادیو کومله و دیگر مطبوعات و انتشارات این حزب نیز نبود و مقالات تئوریک متعددی از او در این نشریات به چاپ رسیده‌است.
در سال ۱۹۸۳ ناصر حسامی شاعر کرد که به عضویت حزب کمونیست ایران درآمده‌بود، به عنوان عضو گروه ترجمهٔ کومله درآمد و به عنوان دستیار جعفر شفیعی مسئول آماده کردن نشریهٔ پیشرو شد. ناصر حسامی از سال ۱۹۹۳ مسئول هیئت تحریریهٔ پیشرو شد و همزمان مسئولیت رادیو کومله را نیز بر عهده داشت.